# Okres Prešov
Prešov is een district (Slowaaks: Okres) in de Slowaakse regio Prešov. De hoofdstad is Prešov. Het district bestaat uit 2 steden (Slowaaks: Mesto) en 89 gemeenten (Slowaaks: Obec).

## Bevolking
Op 1 januari 2021 telde het district Prešov 172.804 inwoners, waarvan 84.660 man (48,99%) en 88.144 vrouw (51,01%). Prešov is met ruim 170.000 het grootste district in Slowakije qua inwonersaantal. In 1991 was Prešov nog het derde district qua inwonersaantal: Okres Nitra en Okres Žilina hadden destijds meer inwoners.
| Inwoners | 151.045 | 161.782 | 169.423 | 172.804 |

De urbanisatiegraad in Prešov is laag. Slechts 52,83% van de bevolking woonde in steden (91.295 personen), terwijl 47,17% op het platteland leefde (81.509 inwoners). De grootste stad was Prešov met 84.824 inwoners, gevolgd door Veľký Šariš met 6.471 personen. Alle overige inwoners wonen in rurale gemeenten, waarvan Ľubotice met 3.638 inwoners het grootst is.
Het district heeft een mono-etnische bevolkingssamenstelling. De 157.216 etnische Slowaken vormden in 2021 ongeveer 90,98% van de bevolking. Vermeldenswaardige minderheden waren de 3.230 Roma (1,87%), vooral in Šarišská Poruba, en 1.234 Roethenen (0,71%), bijna allen in de stad Prešov zelf.

## Steden
- Prešov
- Veľký Šariš

## Lijst van gemeenten
| - Abranovce - Bajerov - Bertotovce - Brestov - Bretejovce - Brežany - Bzenov - Čelovce - Červenica - Demjata - Drienov - Drienovská Nová Ves - Dulova Ves - Fintice - Fričovce - Fulianka - Geraltov - Gregorovce - Haniska - Hendrichovce - Hermanovce - Hrabkov - Chmeľov - Chmeľovec - Chmiňany - Chminianska Nová Ves - Chminianske Jakubovany - Janov - Janovík - Kapušany | - Kendice - Klenov - Kojatice - Kokošovce - Krížovany - Kvačany - Lada - Lažany - Lemešany - Lesíček - Ličartovce - Lipníky - Lipovce - Lúčina - Ľubotice - Ľubovec - Malý Slivník - Malý Šariš - Medzany - Miklušovce - Mirkovce - Mošurov - Nemcovce - Okružná - Ondrašovce - Ovčie - Petrovany - Podhorany - Podhradík - Proč | - Pušovce - Radatice - Rokycany - Ruská Nová Ves - Sedlice - Seniakovce - Suchá Dolina - Svinia - Šarišská Poruba - Šarišská Trstená - Šarišské Bohdanovce - Šindliar - Široké - Štefanovce - Teriakovce - Terňa - Trnkov - Tuhrina - Tulčík - Varhaňovce - Veľký Slivník - Víťaz - Vyšná Šebastová - Záborské - Záhradné - Zlatá Baňa - Žehňa - Žipov - Župčany |

Okres Bardejov · Okres Humenné · Okres Kežmarok · Okres Levoča · Okres Medzilaborce · Okres Poprad · Okres Prešov · Okres Sabinov · Okres Snina · Okres Stará Ľubovňa · Okres Stropkov · Okres Svidník · Okres Vranov nad Topľou